# Ruben Santiago-Hudson
Dr. Ruben Santiago-Hudson (Lackawanna, New York, 24 november 1956) is een Amerikaanse acteur en toneelschrijver.
Santiago-Hudson is de zoon van Alean Hudson en Ruben Santiago, een spoorwegman. Zijn vader was afkomstig van Puerto Rico en zijn moeder was een Afro-Amerikaanse. Hij ging naar de Lackawanna highschool en haalde graden aan de Binghamton University en aan de Wayne State University. Hij haalde een doctoraat aan de University at Buffalo, The State University of New York.
In 2003 was Ruben Santiago-Hudson de verteller in deel 13 van de HBO film Unchained Memories: Readings from the Slave Narratives. De serie werd ingesproken door Whoopi Goldberg.
Hij schreef Lackawanna Blues, een autobiografisch toneelstuk waarin hij zichzelf en twintig andere karakters uit het verleden uitbeeldt. Santiago-Hudson had een optreden op Broadway in Jelly's Last Jam en ontving in 1996 de Tony Award voor August Wilsons Seven Guitars. Santiago-Hudsons filmoptredens omvatten ook Coming to America en Domestic Disturbance.
Op de televisie trad hij op in Another World en All My Children.
Hij was ook te zien in The Cosby Mysteries, New York Undercover, NYPD Blue, Touched by an Angel, The West Wing, Third Watch, Law & Order: Special Victims Unit, en vijf afleveringen van Law & Order.
Santiago-Hudson was tijdens de eerste drie seizoenen van de ABC hit-serie Castle te zien als de New York City Police Captain Roy Montgomery. Tijdens de finale van het derde seizoen van Castle stierf zijn karakter.
Santiago-Hudson heeft vier kinderen: Broderick en Ruben III uit vroegere relaties en Trey en Lily uit zijn huwelijk met Jeannie Brittan.
- Gemeinsame Normdatei: 1021937819
- International Standard Name Identifier: 0000 0000 4564 1312
- Library of Congress Control Number: no2003071691
- MusicBrainz: 33fa96b9-eadc-4d24-9ac6-e88ea8654947
- Virtual International Authority File: 16915635
- WorldCat: E39PBJkxPMwGTRx63Ht7yBxMT3